# Márquez (Guanajuato)
Márquez es una localidad del estado mexicano de Guanajuato. Es parte del municipio de Irapuato.

## Demografía
| Gráfica de evolución demográfica |
|                                  |

| Censo | Población |
| ----- | --------- |
| 1900  | 436       |
| 1910  | 420       |
| 1921  | 294       |
| 1930  | 248       |
| 1940  | 357       |
| 1950  | 430       |
| 1960  | 538       |
| 1970  | 707       |
| 1980  | 915       |
| 1990  | 1 518     |
| 2000  | 1 795     |
| 2010  | 2 279     |
| 2020  | 2 481     |